# Laura Koutsogiannakis
Laura Koutsogiannakis z domu Unternährer (ur. 11 lipca 1993) – szwajcarska siatkarka, grająca na pozycji przyjmującej.

## Sukcesy klubowe
Superpuchar Szwajcarii:
- 2011, 2012, 2013, 2014, 2015, 2016, 2017

Puchar Szwajcarii:
- 2012, 2013, 2014, 2015, 2016, 2017, 2018, 2022[2]

Mistrzostwo Szwajcarii:
- 2012, 2013, 2014, 2015, 2016, 2017, 2018
- 2020

Klubowe Mistrzostwa Świata:
- 2015, 2017